# Мёллер, Хеннинг
Хеннинг Фабиан Готтхард Мёллер (швед. Henning Fabian Gotthard Möller; 21 июня 1885, Хельсингборг, Мальмёхус — 7 февраля 1968, Хельсингборг, Мальмёхус) — шведский легкоатлет, выступавший в метании диска и толкании ядра. Участник летних Олимпийских игр 1912 года.

## Биография
Хеннинг Мёллер родился 21 июня 1885 года в шведском городе Хельсингборг.
Выступал в легкоатлетических соревнованиях за «Гёту» из Хельсингборга.
В 1912 году вошёл в состав сборной Швеции на летних Олимпийских играх в Стокгольме. В метании диска занял в квалификации 37-е место, показав результат 32,23 метра и уступив 10,05 метра попавшему в финал с 3-го места Джиму Данкану из США. Также был заявлен в метании диска двумя руками, толкании ядра одной и двумя руками, но не вышел на старт.
Умер 7 февраля 1968 года в Хельсингборге.

## Личный рекорд
- Метание диска — 37,81 (1911)[1]